# Hilko Mak
H.J. (Hilko) Mak (Krimpen aan den IJssel, 19 juni 1954) is een Nederlands politicus en bestuurder. Hij is lid van het CDA.

## Carrière
Mak werkte vanaf 1971 bij de Algemene Bank Nederland, waarna hij in 1971 ging werken bij de Economische Controledienst. Hier bleef hij werkzaam toen deze dienst in 2000 opging in de FIOD, waar hij in 2002 teamleider en lid van het managementteam werd.
Daarnaast is Mak actief als politicus. Aanvankelijk was hij afdelingsvoorzitter van het CDA in Beuningen, en in 2002 werd hij fractievoorzitter in de gemeenteraad van deze gemeente. In 2006 werd hij daar wethouder en had de portefeuilles Ruimtelijke Ordening, Volkshuisvesting, Welstand, Financiën, Economie, Kunst en Cultuur, Recreatie en Toerisme onder zich. Na de verkiezingen in 2010 werd hij opnieuw fractievoorzitter. Hij vervulde diverse andere functies op sociaaleconomisch en maatschappelijk vlak.
Op 29 november 2010 werd hij voorgedragen door de gemeenteraad van Deurne als nieuwe burgemeester en opvolger van Peter Grem, die na het vertrek van Gerard Daandels het ambt waarnam. Mak werd op 2 februari 2011 geïnstalleerd nadat hij de dag ervoor benoemd was. Hij is gestopt per 1 februari 2021 als burgemeester van Deurne. Op 12 oktober 2020 werd Greet Buter voorgedragen als burgemeester van Deurne. Zij begon op 1 februari 2021.

## Persoonlijk
Mak groeide op in Nijmegen in een Nederlandse Hervormd gezin. Op zijn dertiende kreeg hij orgel-les in de Petruskerk in Nijmegen. Mak is gehuwd geweest en heeft een zoon. Hij beoefent het paardenmennen met een enkelspan. Hij is de eerste tijdens zijn ambtstermijn ongehuwde burgemeester van Deurne sinds 1895. Hij werd organist en adviseur van de kerkenraad van de PKN in Groesbeek.